# The Amazing Spider-Man Family
Spider-Man Family (рус. Семья Человека-паука) — серия комиксов о супергерое Человеке-пауке, которая издавалась Marvel Comics с апреля 2007 по ноябрь 2008 года. Всего было выпущено 9 номеров комикса. После этого серия была переименована и перезапущена как The Amazing Spider-Man Family (рус. Семья удивительного Человека-паука). Она выходила с октября 2008 по сентябрь 2009 года и насчитывает 8 выпусков.

## История
Каждый выпуск Spider-Man Family представлял собой антологию не связанных между собой историй о Человеке-пауке и других «паучьих» персонажах. Также в комиксе перепечатывались старые истории и издавалась манга Spider-Man J на английском языке.
В 2008 году серия была перезапущена под названием The Amazing Spider-Man Family. В ней появлялась Девушка-паук, а также другие персонажи вселенной MC2.
В 2009 году серия была закрыта, а вместо неё была перезапущена Web of Spider-Man.